# Croton helicoideus
Espèce
Croton helicoideus est une espèce de plantes à fleurs du genre Croton et de la famille des Euphorbiaceae, présente à Saint Vincent.
Il a pour synonyme :
- Croton foetens, Anderson, 1807
- Croton niveus, Griseb., 1859
- Oxydectes helicoidea, (Müll.Arg.) Kuntze